# Reprezentacja Serbii w piłce wodnej mężczyzn
Reprezentacja Serbii w piłce wodnej mężczyzn – zespół, biorący udział w imieniu Serbii w meczach i sportowych imprezach międzynarodowych w piłce wodnej, powoływany przez selekcjonera, w którym mogą występować wyłącznie zawodnicy posiadający obywatelstwo serbskie. Za jej funkcjonowanie odpowiedzialny jest Serbski Związek Piłki Wodnej (VSS), który jest członkiem Międzynarodowej Federacji Pływackiej.

## Historia
W 2006 po rozpadzie Serbii i Czarnogóry reprezentacja Serbii (jako następca reprezentacji Serbii i Czarnogóry, a wcześniej Jugosławii) rozegrała swój pierwszy oficjalny mecz na Mistrzostwach Europy.

## Udział w turniejach międzynarodowych

### Igrzyska olimpijskie
Reprezentacja Serbii 3-krotnie występowała na Igrzyskach Olimpijskich. Najwyższe osiągnięcie to złote medale w 2016 roku.

### Mistrzostwa świata
Dotychczas reprezentacji Serbii 6 razy udało się awansować do finałów MŚ. Najwyższe osiągnięcie to mistrzostwo w 2009 i 2015.

### Puchar świata
Serbia 3 razy uczestniczyła w finałach Pucharu świata. W 2010 i 2014 zdobyła trofeum.

### Mistrzostwa Europy
Serbskiej drużynie 7 razy udało się zakwalifikować do finałów ME. W 2006, 2012, 2014, 2016 i 2018 została mistrzem kontynentu.